# کیک باس
کیک باس (انگلیسی: Cake Boss) یک سریال تلویزیون واقع‌نما است که از شبکه تلویزیون کابلی تی‌ال‌سی (شبکه تلویزیونی) پخش می‌شود. این نمایش عملیات‌های «مغازه نانوایی کارلو» را دنبال می‌کند، یک تجارت خانوادگی آمریکایی‌های ایتالیایی‌تبار در هابوکن، نیوجرسی متعلق به برادران و برادران بادی والاسترو (به آنها عنوان سریال اشاره دارد)، لیزا والاسترو (همسر بادی)، مدالنا کاستانو، گریس فاوگنو و مری اسکیارونه.